# أولاف ستابليدون
أولاف ستابليدون (بالإنجليزية: Olaf Stapledon)‏ هو روائي وفيلسوف بريطاني.

## وصلات فنية
- أولاف ستابليدون على موقع IMDb (الإنجليزية)
- أولاف ستابليدون على موقع الموسوعة البريطانية (الإنجليزية)